# Igor Cvitanović
Igor Cvitanović (Osijek, 1 november 1970) is een Kroatisch voormalig voetballer. Hij werd in 2013 aangesteld als assistent-trainer bij GNK Dinamo Zagreb.

## Loopbaan
Cvitanović speelde tussen 1989 en 2004 voor Dinamo Zagreb, Varteks, Real Sociedad, Shimizu S-Pulse en Osijek.
Hij debuteerde in 1992 in het Kroatisch nationaal elftal en speelde 27 interlands, waarin hij vier keer scoorde.
Cvitanović vormde samen met Damir Krznar het assistententeam van Branko Ivanković, die in september 2013 terugkeerde naar de Kroatische voetbalclub GNK Dinamo Zagreb.